# Рындино (Порецкий район)
Ры́ндино (эрз. Мурза) — село в Порецком районе Чувашской Республики России,  административный центр Рындинского сельского поселения.

## Географическое положение
Расположено в 17 км к югу от районного центра — села Порецкое. Ближайшая железнодорожная станция в 35 км, расстояние до столицы Чувашии — города Чебоксары — 177 км. В 1 км к востоку от села проходит автодорога республиканского значения 97К-001 Чебоксары—Сурское. В населённом пункте находится исток реки Леплевки, притока Елховки.

## История
Село возникло как поместье служилых людей Григория и Фёдора Рындиных на рубеже XVI—XVII веков, впервые упомянуто в документах в 1613 году. 

В 1617—1618 годах — поселение служилых мордовских мурз (в т. ч. князя Баюша Разгильдеева). В 1624 году передано с окрестными землями во владение татарскому мурзе Баюшу Разгильдяеву, воеводе, защищавшему алатырские земли от ногайских племён. Его семья владела селом до 1785 года. Население села было мордовским (эрзянским). В 1724—1797 годах жители села были государственными, позже дворцовыми, а до 1863 года — удельными крестьянами. Основные занятия населения: земледелие, животноводство, пчеловодство. В XIX веке освящена церковь Сергия Радонежского. В начале XX века в селе действовала школа Министерства народного просвещения. В 1930 году образован колхоз имени Калинина. 

Многие жители села ушли на фронт Великой Отечественной войны. Уроженец села Филипп Петрович Ахаев стал Героем Советского Союза.

В 1969 году колхозы сёл Рындино и Турдаково были объединены в колхоз «Красный Октябрь» с центром в Рындине. По состоянию на 1 мая 1981 года сёла Турдаково и Рындино Турдаковского сельского совета — в совхозе «Красный Октябрь»:93. 

Церковь, закрытая в 1936 году, восстановлена в 1997 году.

### Административная принадлежность
Рындино в 1797—1863 годах подчинялось Урусовскому удельному приказу. До 1927 года село относилось к Урусовской, Турдаковской, Семёновской и Порецкой волостям (с 17 апреля 1924 года по 1927 год) Алатырского уезда. С 1927 по 1930 годы входило в Порецкий район Чувашской АССР. В 1930 году вошло в состав Ардатовского района Мордовской автономной области. В 1934 году возвращено в Порецкий район Чувашии, но в 1935 году передано во вновь выделенный Кувакинский район. После его упразднения в 1956 году вошло в состав Порецкого района до 1962 года, когда было передано в Алатырский район. В 1965 году окончательно передано в Порецкий районСельские советы: с 1 октября 1927 года — Рындинский, с 14 июня 1954 года — Турдаковский:227.

## Население
| 2010 | 2012 |
| ---- | ---- |
| 463  | ↘462 |

Число дворов и жителей:
- 1795 год — 45 дворов, 105 мужчин, 110 женщин.
- 1897 год — 109 дворов, 403 мужчины, 415 женщин.
- 1926 год — 174 двора, 459 мужчин, 563 женщины.
- 1939 год — 361 мужчина, 501 женщина.
- 1979 год — 383 мужчины, 444 женщины.
- 2002 год — 204 двора, 558 человек: 247 мужчин, 311 женщин.
- 2010 год — 185 частных домохозяйств, 463 человека: 207 мужчин, 256 женщин[2].

Национальный состав: мордва (эрзя).
По данным Всероссийской переписи населения 2002 года в селе проживали 558 человек, преобладающая национальность — мордва (89%).

## Инфраструктура
В селе действуют библиотека, клуб, отделение «Сбербанка», агрофирма «Рындино», ФАП, церковь Сергия Радонежского.

Улицы: 1 Линия, Ахаева, Кооперативная, Молодёжная. 

## Памятники и памятные места
- Памятник неизвестному солдату (1967)[9].

## Уроженцы
- Филипп Петрович Ахаев — Герой Советского Союза, артиллерист, гвардии старший сержант.